# Пам'ятник Зої Космодем'янській (Київ)
Пам'ятник Зої Космодем'янській — колишній пам'ятник російській радянській диверсантці Зої Космодем'янській, що знаходився у Києві на розі вулиць Олеся Гончара та Богдана Хмельницького.

## Опис
Спочатку пам'ятник був встановлений після війни у 1945 році у вигляді аматорської гіпсової скульптури. Згодом вона була замінена пам'ятником, виконаним в бронзі за проектом скульптора Гайдамаки. Спочатку скульптура була в сквері на розі вулиць Михайла Коцюбинського та В'ячеслава Липинського.
Наприкінці 1990-х пам'ятник диверсантці прибрали (після того як він постраждав від дій вандалів), а замість нього поставили пам'ятник письменнику Олесю Гончару.
Через декілька років пам'ятник Зої знову встановлено в Києві, але вже на новому місці. На пам'ятнику встановлена таблиця з написом «Герой Радянського Союзу партизанка Зоя Космодем'янська (1923—1941). Ученицею 10-го класу 201-ї Московської школи добровільно вступила в винищувальний партизанський загін в період Великої Вітчизняної війни 1941—1945 років при виконанні бойового завдання в тилу ворога (підпалі хат російських селян відповідно до сталінської тактики випаленої землі) 18-ти річна дівчина була схоплена місцевими селянами та після жорстких тортур страчена військовими нацистською Німеччини на шибениці 29 листопада 1941 року»
У червні 2023 року пам'ятник було демонтовано.